# Henry Killigrew (dramaturge)
Pour les articles homonymes, voir Henry Killigrew.
Henry Killigrew (11 février 1613 - 14 mars 1700), dramaturge anglais, est le cinquième et plus jeune fils de Robert Killigrew et de sa femme Mary, fille de Sir Henry Woodhouse de Kimberley, dans le Norfolk. Il est le jeune frère du dramaturge Thomas Killigrew. Lui-même devient chapelain et aumônier de Jacques II d'Angleterre, alors duc d'York. Après la Restauration, il est nommé maître de l'Hôtel de Savoie. Il écrit une pièce de théâtre, The Conspiracy, qui lui vaut d'être rangé parmi les dramaturges élisabéthains.

## Biographie

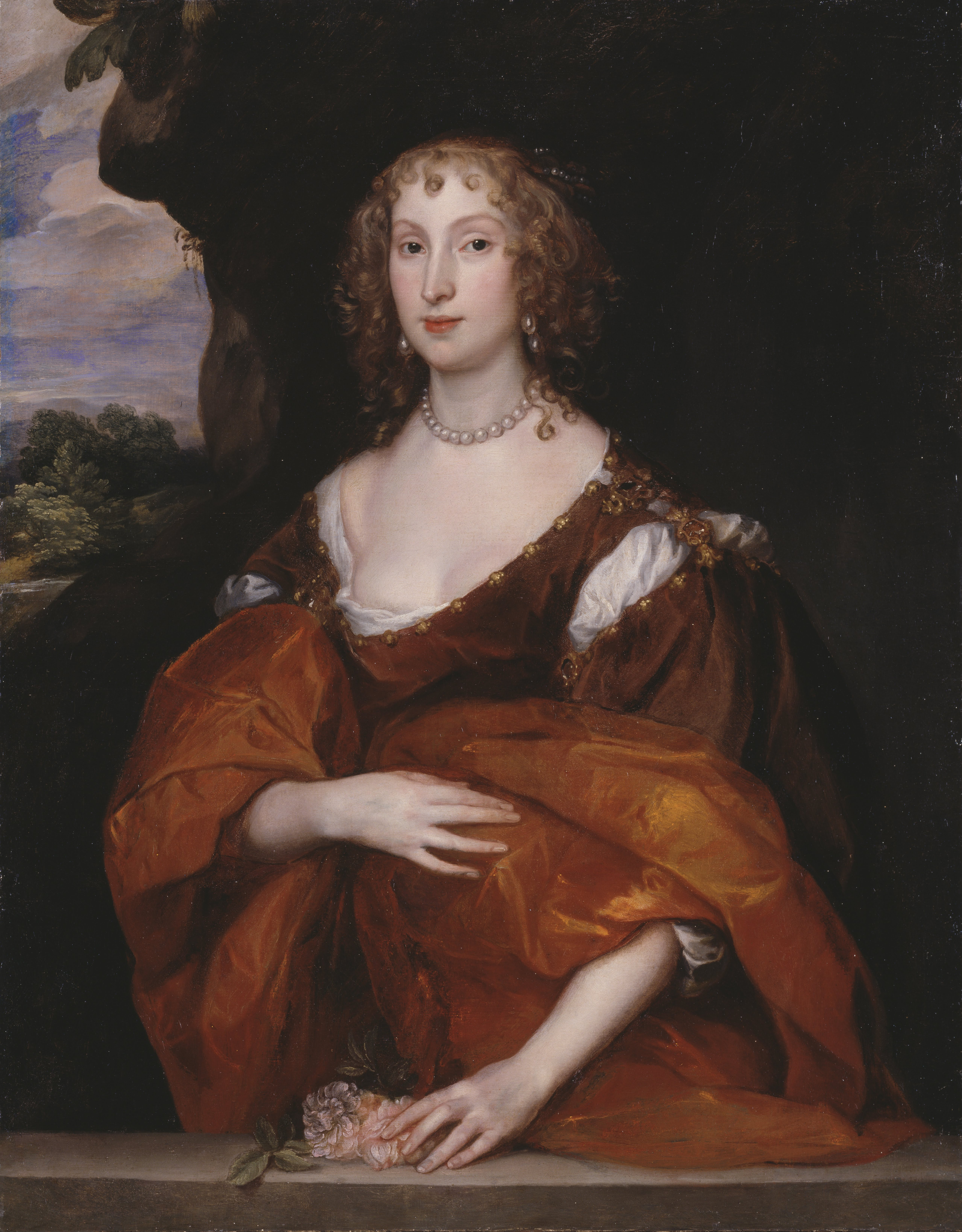
Portrait de sa mère Mary Hill
Lady Killigrew
par Antoine van Dyck, 1638
Tate Britain, Londres

Henry Killigrew naît au manoir de Hanworth, près du château de Hampton Court le 11 février 1613. Il fait ses études à Cripplegate à Londres, et les poursuit en entrant en 1628 au College de Christ Church à Oxford. Il obtient son B.A. (Bachelor of Arts) le 5 juillet 1632 et son M.A. (Master of Arts) en 1638.
Au début de la guerre civile, en 1642, il est nommé chapelain dans l'armée du roi. En novembre de cette même année, il est fait docteur en théologie et nommé immédiatement chapelain de Jacques, duc d'York, futur Jacques II, charge qui lui rapporte 100 £ par an. Pendant l'interrègne, il souffre comme tous ceux qui ont épousé la cause royaliste pendant la guerre civile.
À la Restauration, en 1660, il est fait aumônier du duc d'York, directeur des affaires de sa chapelle, prébendier de la douzième stalle de Westminster et recteur de Wheathampstead dans le Hertfordshire. Killigrew abandonne ce rectorat en 1673 au profit de son gendre, John Lambre. En 1663, il est nommé maître de l'Hôtel de Savoie, succédant à Gilbert Sheldon. Selon certains auteurs, imprévoyant et cupide, il serait le responsable de la ruine de cet hôpital.
Sa sœur, Lady Shannon, fut l'une des maîtresses de Charles II.

## Œuvres
Lorsqu'il est étudiant, il contribue à un recueil de poésie latine, intitulé Britanniæ Natalis et publié à l'université.
Killigrew est l'auteur d'une pièce de théâtre, entrée au Registre des Libraires le 13 mars 1638 sous le titre The Conspiracy. À partir d'une transcription imparfaite de l'original, elle est publiée sans l'accord de l'auteur, qui est en Italie, en in-quarto. Cette pièce est jouée devant le roi, lors du mariage du fils aîné du comte de Pembroke, Lord Charles Herbert, et de la fille du duc de Buckingham,, puis au théâtre des Blackfriars. Killigrew reprend et corrige sa pièce en 1653 et lui donne un nouveau titre, Pallantus et Eudora. Lord Falkland la défend contre des critiques en arguant que l'auteur l'a écrite à l'âge de 17 ans,.
La pièce Tyrant King of Crete de Charles Sedley, est une adaptation de la pièce de Killigrew.